# 1495 en musique classique
| \| • Retour à la chronologie générale de la musique classique • \| |
| Grèce • Rome • Haut Moyen Âge • VIIIe siècle • IXe siècle • Xe siècle • XIe siècle XIIe siècle • XIIIe siècle • XIVe siècle • XVe siècle • XVIe siècle • XVIIe siècle XVIIIe siècle • XIXe siècle • XXe siècle • XXIe siècle |
| • Retour à la chronologie générale de la musique classique • |

| Années en musique classique : 1492 - 1493 - 1494 - 1495 - 1496 - 1497 - 1498    |
| Décennies en musique classique : 1460 - 1470 - 1480 - 1490 - 1500 - 1510 - 1520 |

## Naissances
- Hermann Finck, compositeur, organiste et théoricien de la musique allemand († 28 décembre 1558).
- Mathias Greiter, religieux et compositeur allemand († 20 décembre 1550).
- Leonhard Kleber, organiste et compositeur allemand († 4 mars 1556).
- Hans Kugelmann, compositeur et trompettiste allemand († 1542).

Vers 1495 :
- Nicolas Gombert, compositeur franco-flamand († vers 1556).